# Fruit (album)
Albums de The Asteroids Galaxy Tour
Out of Frequency
(2012)
Fruit est le premier album du groupe danois Asteroids Galaxy Tour commercialisé le 21 septembre 2009. L'album s'est fait connaître grâce aux titres Around the Bend, qui fut utilisé dans un spot publicitaire pour l'iPod Touch d'Apple de septembre 2008, et The Golden Age qui fut utilisé pour un spot publicitaire pour Nesfluid. L'album comporte un single qui est le titre The Sun Ain't Shining No More.

## Liste des titres
| 1.    | Lady Jesus                    | 3:44 |
| 2.    | The Sun Ain't Shining No More | 3:37 |
| 3.    | Push the Envelope             | 4:02 |
| 4.    | Satellite                     | 3:37 |
| 5.    | Crazy                         | 3:55 |
| 6.    | The Golden Age                | 3:50 |
| 7.    | Around the Bend               | 3:48 |
| 8.    | Sunshine Coolin'              | 3:08 |
| 9.    | Hero                          | 4:12 |
| 10.   | Bad Fever                     | 4:31 |
| 47:24 |                               |      |

## Membres du groupe
- Mette Lindberg : Chant
- Lars Iversen : Basse, claviers
- Miloud Carl Sabri : Trompette
- Sven Meinild : Saxophone
- Mads Brinch Nielsen : Guitare, claviers
- Rasmus Valldorf : Batterie

## Classements
| Charts (2009/2011)                            | Meilleure position |
| --------------------------------------------- | ------------------ |
| Ö3 Austria Top 75                             | 53                 |
| Syndicat National de l'Édition Phonographique | 80                 |
| IFPI Greece                                   | 63                 |
| Swiss Music Charts                            | 84                 |